# Oliveira dos Campinhos

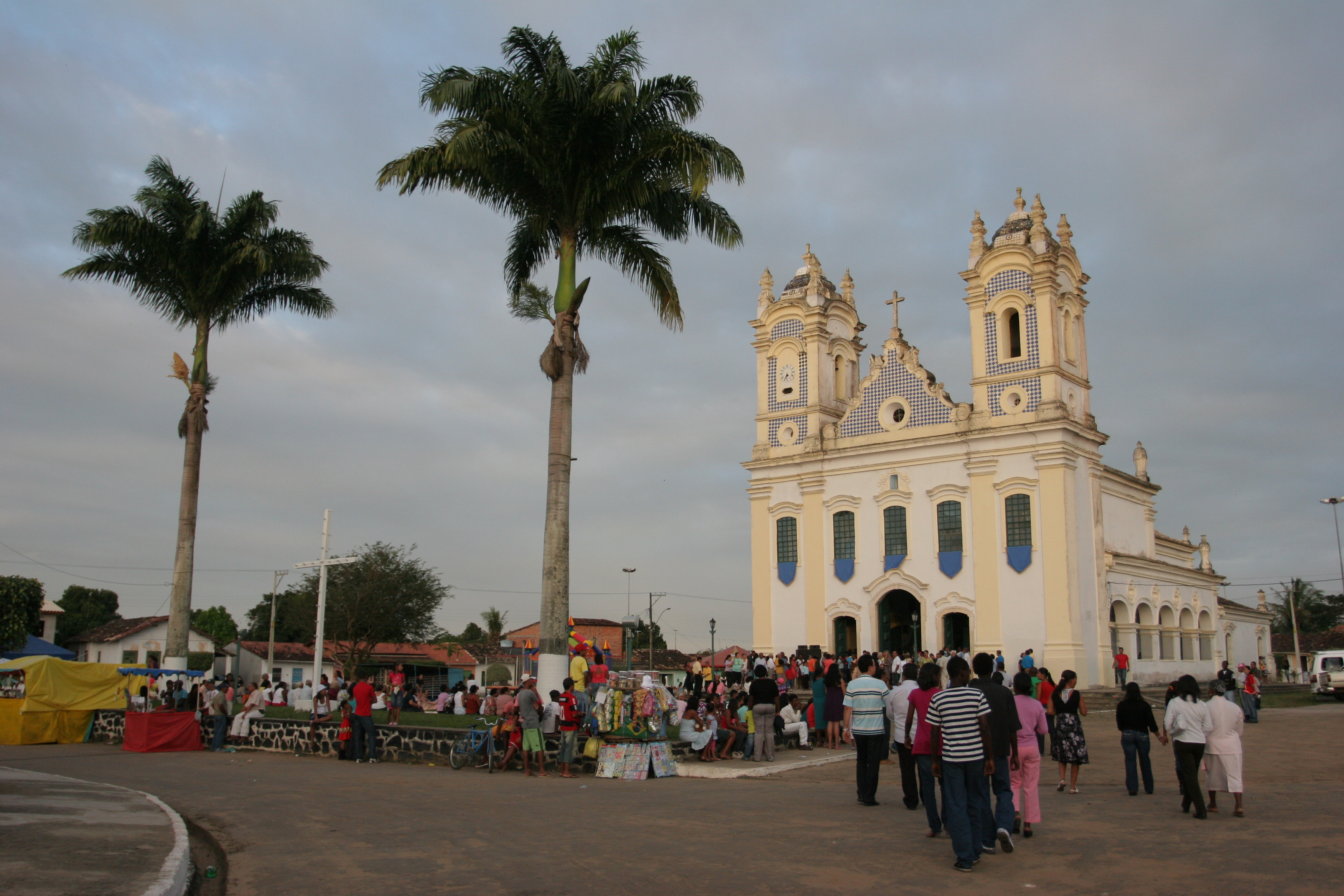
Iglesia de Nuestra Señora del Olivo

Olivo de los Campinhos es un distrito de la ciudad de Santo Amaro, en Bahía. Fue creado por el Alvará Régio de 2 de abril de 1718, e inaugurado en 1 de noviembre de 1718, cuando hubo la primera misa celebrada en el distrito por su vigário. Así como la sede, el distrito posee iglesia matriz y Santa Casa de Misericórdia.
Existen documentos en el Archivo Histórico Ultramarino, antiguo Archivo Histórico Colonial de Lisboa, en Portugal, que explican como la iglesia matriz fue creada. Tales documentos relatan que, una vez creada la Clientela de Nuestra Señora del Olivo de los Campinhos, su vigário, padre Antonio Moreira Telles, requirió al rey de Portugal, recursos para erguer la capela existente en el local para atender la necesidad de los ciudadanos que allá vivían. Informado de tal pedido, en 3 de septiembre de 1722, el desembargador Tomaz Feliciano de Albernaz, proveedor-mor de Brasil, respondió que el vigário no podría calcular el coste de la obra sin hacerse planta y evaluación por el juez de oficio. El rey, entonces, por la provisión de 10 de diciembre de 1724, mandó que hicieran la planta para la obra de la capela-mor.
La planta de la iglesia fue ejecutada por el ingeniero Nicolau de Abreu Carvalho que, hizo pasa revista en la capela y el presupuesto para construcción de la misma. Con las cuantías gastas por el sertanista Romão Gramacho y el presupuesto concedido por el rey de Portugal, y obedeciendo la planta trazada, fue construida la actual Iglesia Matriz de Nuestra Señora del Olivo, cuyas obras se iniciaron en 5 de enero de 1768. La iglesia matriz está situada en la extremidad de una gran plaza, similar la Plaza de la Purificación, en Santo Amaro. Posee en su frente adro con piedras irregulares, en su interior existe un batistério de mármore, un lindo panel de azulejos portugueses, cuadros también en azulejaria portuguesa, y pantallas a óleo representando pasajes bíblicos. Además de eso, hay varias imágenes.
La Iglesia Matriz deNossa Señora del Olivo fue tombada por el Instituto del Patrimonio Histórico y Artístico Nacional (IPHAN).
La Santa Casa de Misericórdia fue fundada por el padre Antonio Abeto de Queiroz. Él fue por muchos años vigário de la clientela de Olivo de los Campinhos.
- Datos: Q22829408